# Penisola di Satsuma

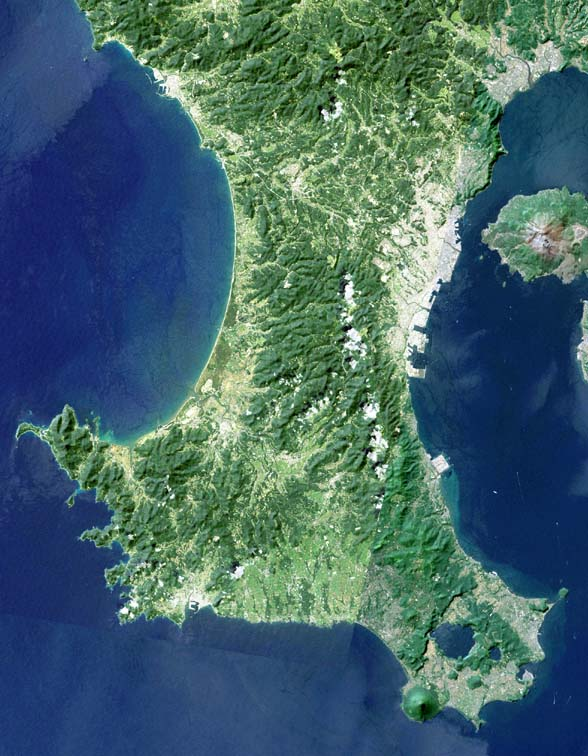
Vista satellitare della penisola

La penisola di Satsuma (in giapponese 薩摩半島 Satsuma-hantō) è una sporgenza che si proietta in direzione sud dalla regione sudoccidentale dell'isola di Kyūshū, in Giappone. Confina a ovest con il Mar Cinese Orientale, a est con la baia di Kagoshima di fronte alla penisola di Ōsumi. Appartiene amministrativamente alla prefettura di Kagoshima e ne ospita il capoluogo. Presso la punta meridionale della penisola si trovano il Monte Kaimon e le sorgenti termali di Ibusuki Onsen.
La penisola è nota per i giacimenti auriferi e le industrie tessili e chimiche. Ospita inoltre impianti per la lavorazione del pesce.